# Hledání ztraceného času (seriál)
Hledání ztraceného času je dokumentární pořad seriálového typu, vysílaný Českou televizí. Až do své smrti ho uváděl Karel Čáslavský, který ho spolu s Pavlem Vantuchem i připravoval. Jsou v něm použity archivní filmové záběry, často velmi vzácné a prakticky neznámé.

## Tematické minisérie
- Události minulosti 15 dílů (k 30. září 2009)
- Archivní žurnál 39 dílů (k 1. květnu 2008)
- Na sněhu i na vodě 4 díly (k 22. lednu 2008)
- Sokolská kronika 8 dílů (k 16. červenci 2007)
- Z našich měst 6 dílů (k 1. červnu 2007)
- Vltava v obrazech 86 dílů (k 12. červnu 2005)
- Filmy z Václaváku 13 dílů